# Сиг-чир
Сиг-чир (Coregonus nasus) — вид сигів, родина Лососеві (Salmonidae).
Поширений у річках Арктичного басейну від Волонги і Печори в Росії до Аляски. Був інтродукований до Бельгії і Китаю. Проводилося також вселення його й до водойм України, але наявність його в українських водах під сумнівом.
Прісноводна прохідна бентопелагічна риба, до 61 см довжиною.